# Chevenon
Chevenon är en kommun i departementet Nièvre i regionen Bourgogne-Franche-Comté i de centrala delarna av Frankrike. Kommunen ligger i kantonen Imphy som tillhör arrondissementet Nevers. År 2022 hade Chevenon 632 invånare.

## Befolkningsutveckling
Antalet invånare i kommunen Chevenon
| Referens: INSEE |